# Sønderho
Sønderho is een plaats in de Deense regio Zuid-Denemarken, op het waddeneiland Fanø. De plaats telt 291 inwoners (2024; bron: Danmarks Statistik/Statistikbanken).
Sønderho ligt aan de zuidkant van het eiland. Het dorp is rijk aan schilderachtige oude, rietgedekte huizen, waaronder een aantal 18e- en 19e-eeuwse kapiteinshuizen. Zie voor meer informatie onder Fanø.

## Afbeeldingen

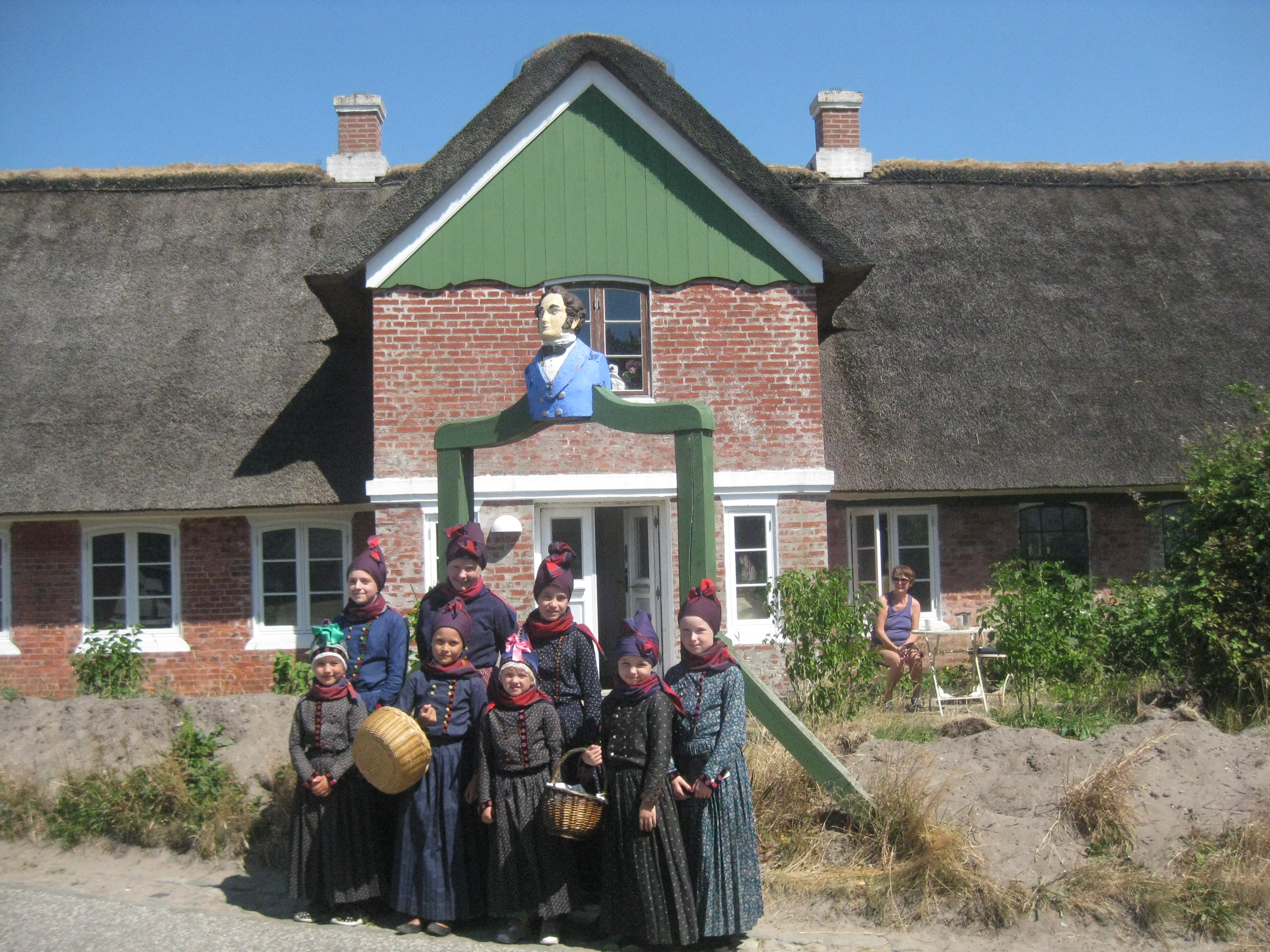
Kinderen uit Sønderho in oude klederdracht, vóór een kapiteinshuis met bijzondere toegangspoort
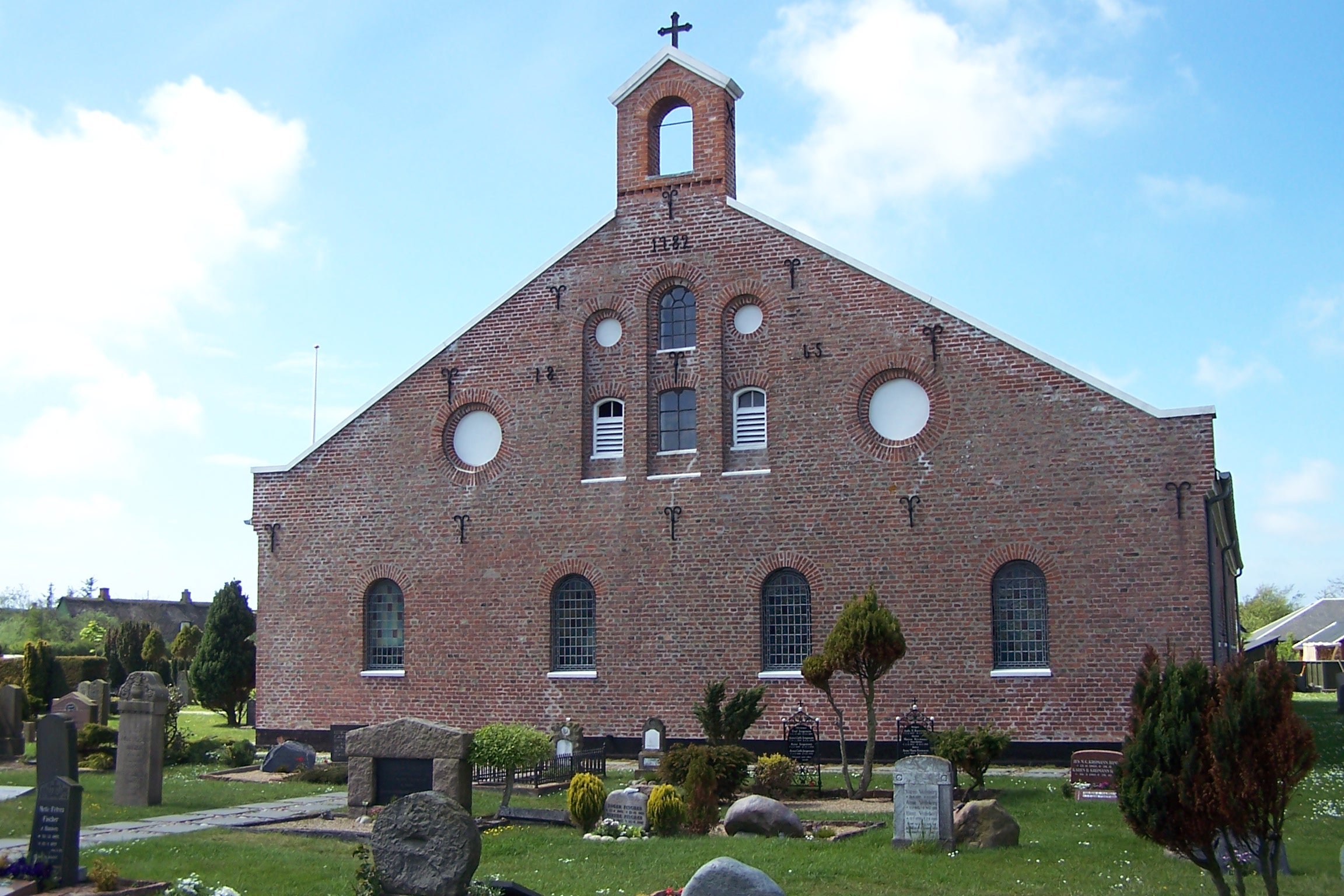
Evang.-lutherse kerk (1782; ingrijpend verbouwd 1863-65) te Sønderho
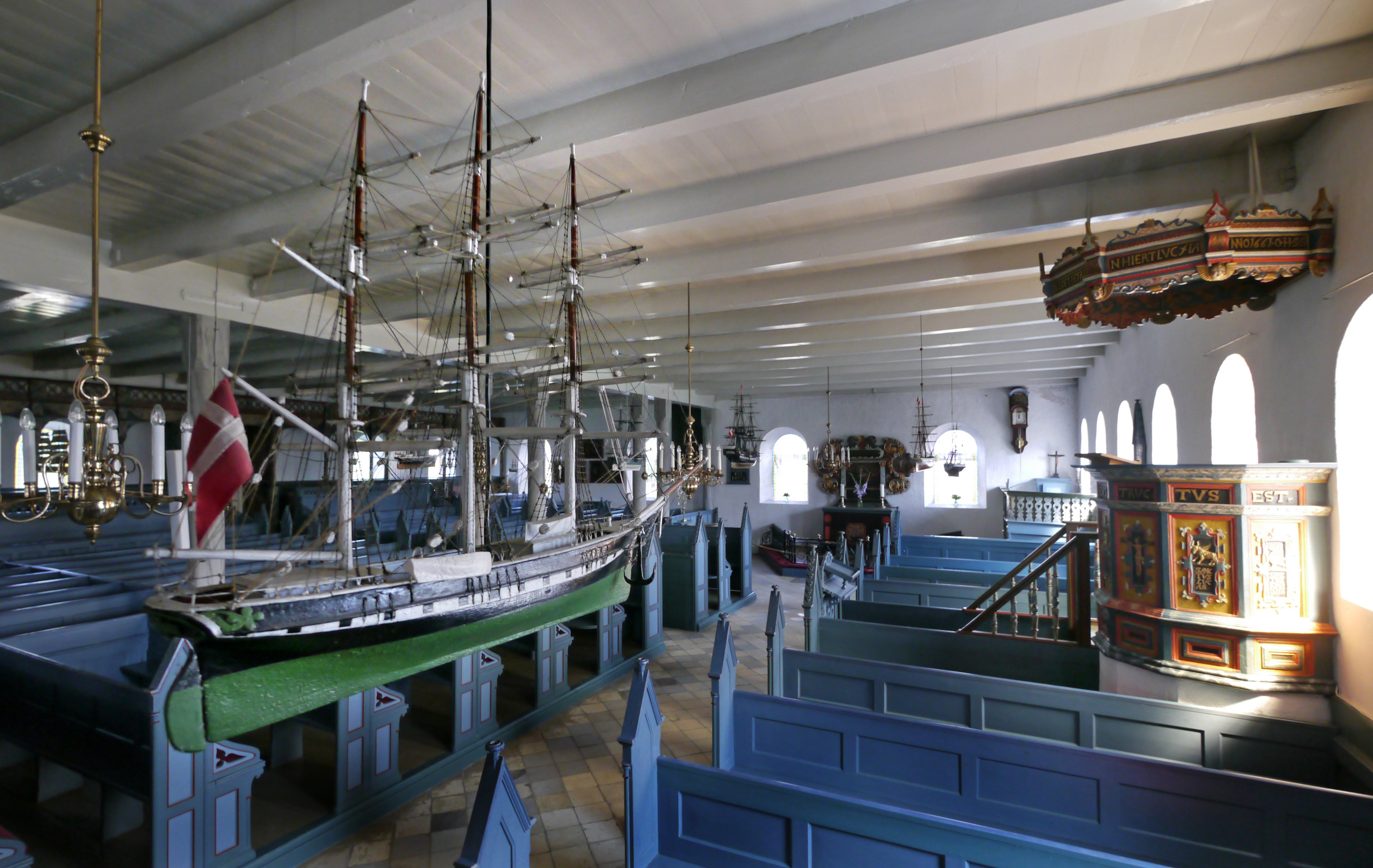
Interieur, met scheepsmodellen, van dit kerkgebouw
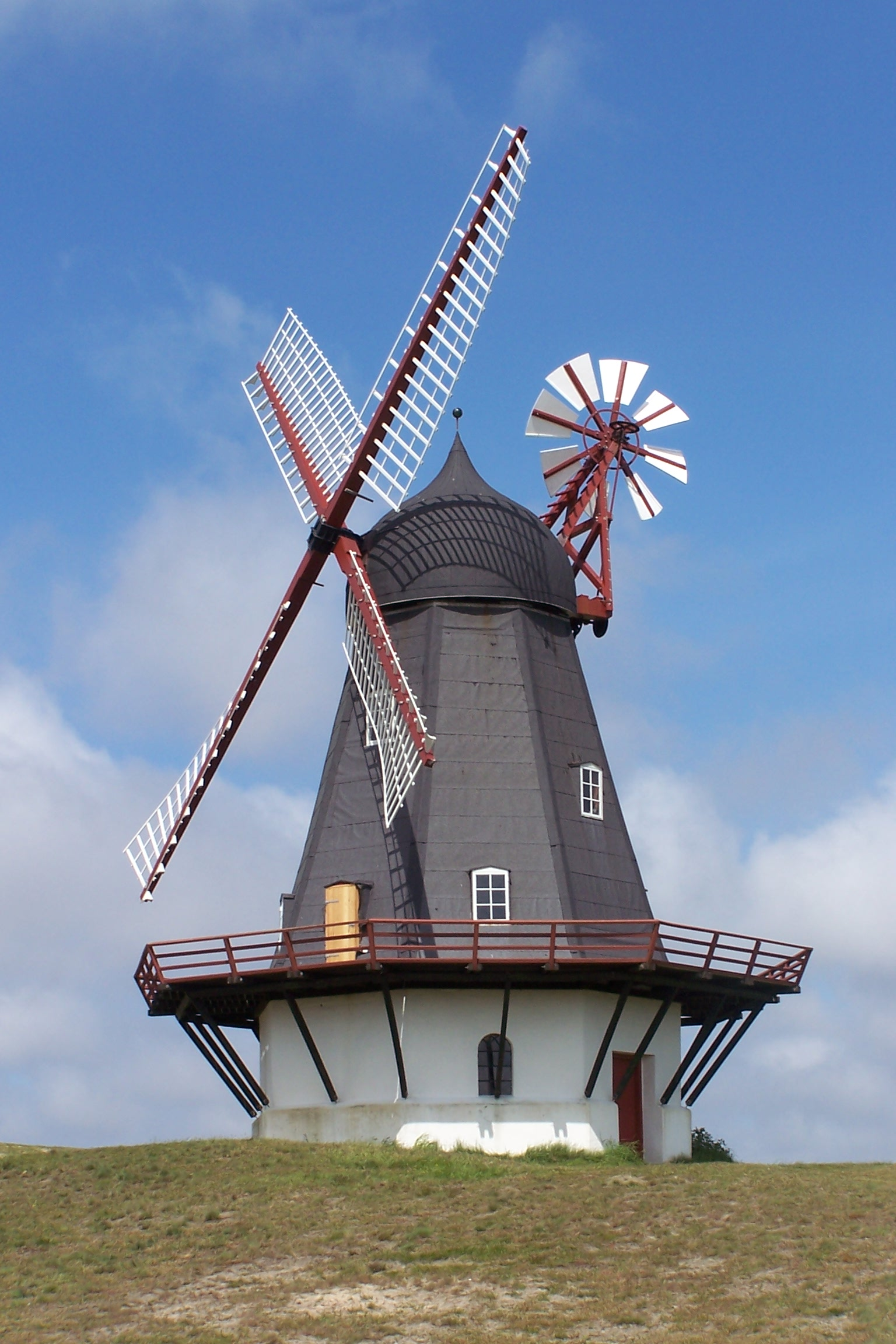
Windmolen in Sønderho
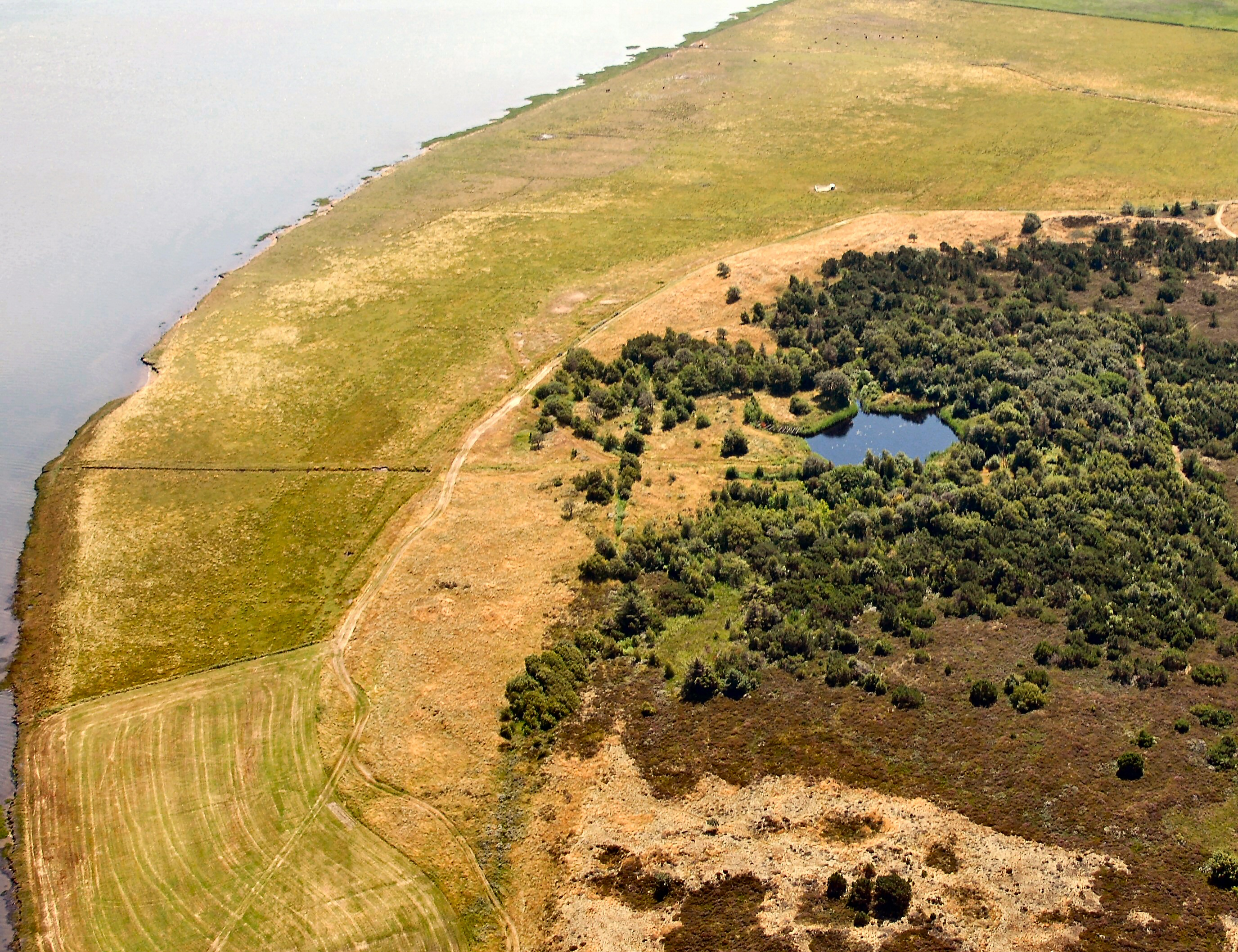
Voormalige eendenkooi bij Sønderho

## Sønderhoning
Sønderho is bekend om zijn volksdans. De sønderhoning is een dans die al eeuwen lang bestaat, in een ononderbroken traditie sinds de 18e eeuw. De sønderhoning is een koppeldans die bestaat uit een wandelpas, naar eigen believen afgewisseld met een draaipas. Opmerkelijk is dat de dans in 3/4 wordt gedanst, terwijl de muziek meestal in 2/4 staat. Zoals de meeste Deense volksmuziek zijn ook de sønderhoning melodieën (bijna) altijd in majeur toonaarden.
De term sønderhoning kan slaan op zowel de dans als de bijhordende melodieën.
Varianten zijn de rask sønderhoning (een snellere sønderhoning) en de fannikedans uit Nordby, het noordelijke dorp op het eiland Fanø. De dans is ook verwant aan de Zweedse polska.